# 鮑頓鎮區 (阿肯色州內華達縣)
鮑頓鎮區（英語：Boughton Township）是位於美國阿肯色州內華達縣的一個行政鎮區。

## 地方資料
鮑頓鎮區的面積為109.57平方千米，當中陸地面積為109.46平方千米，而水域面積為0.11平方千米。根據2010年美國人口普查的數據，當地共有人口452人，而人口密度為每平方千米4.13人。